# Motmot de corona blava
El motmot de corona blava (Momotus coeruliceps) és una espècie d'ocell de la família dels momòtids (Momotidae) que rep en diverses llengües el nom de "motmot de cap blau" (anglès: blue-crowned motmot. francès: motmot à tête bleue). Habita boscos i matolls de Mèxic, a Nuevo León, Tamaulipas, San Luis Potosí, Puebla i nord de Veracruz.